# Seznam ameriških organistov
Seznam ameriških orglavcev.

## B
- E. Power Biggs
- Roy Bittan

## C
- Ronnie Caldwell
- Leonardo Ciampa
- Joseph W. Clokey
- David Connell
- Dave Cortez

## D
- Norman Dello Joio
- Ellen Dickinson

## F
- Virgil Fox

## H
- Calvin Hampton
- Gerre Hancock

## K
- Al Kooper

## P
- Daniel Pinkham

## Q
- Mr. Quintron

## R
- Richard Wayne Dirksen
- Gregg Rolie

## W
- Howard Wales